# Francesco Donà
Francesco Donà o Donato (Venezia, 1468 – Venezia, 23 maggio 1553) fu eletto il 24 novembre 1545 come 79º doge della Repubblica di Venezia, carica che resse fino alla sua morte.
Figlio di Alvise e Camilla Lion, noto come uomo di toga e dotato di eccellente eloquio, fu un doge di ordinaria amministrazione che pensò soprattutto a governare con saggezza.
Dal 1550, malato, cercò più volte di abdicare, ma non gli fu concesso.

## Biografia

### Giovinezza
Abile diplomatico e giurista, il Donato s'era distinto sin da giovane per la sua abilità negli studi letterari classici.
Non s'era mai appassionato alla vita militare e non risulta che abbia assunto alte cariche in questo settore, preferendo incarichi amministrativi.
Sposato con una nobildonna della famiglia Da Mula, ebbe tre figli.
Era molto religioso e, soprattutto a causa delle precarie condizioni di salute, negli ultimi anni della sua vita lo divenne ancor di più.

### Dogado

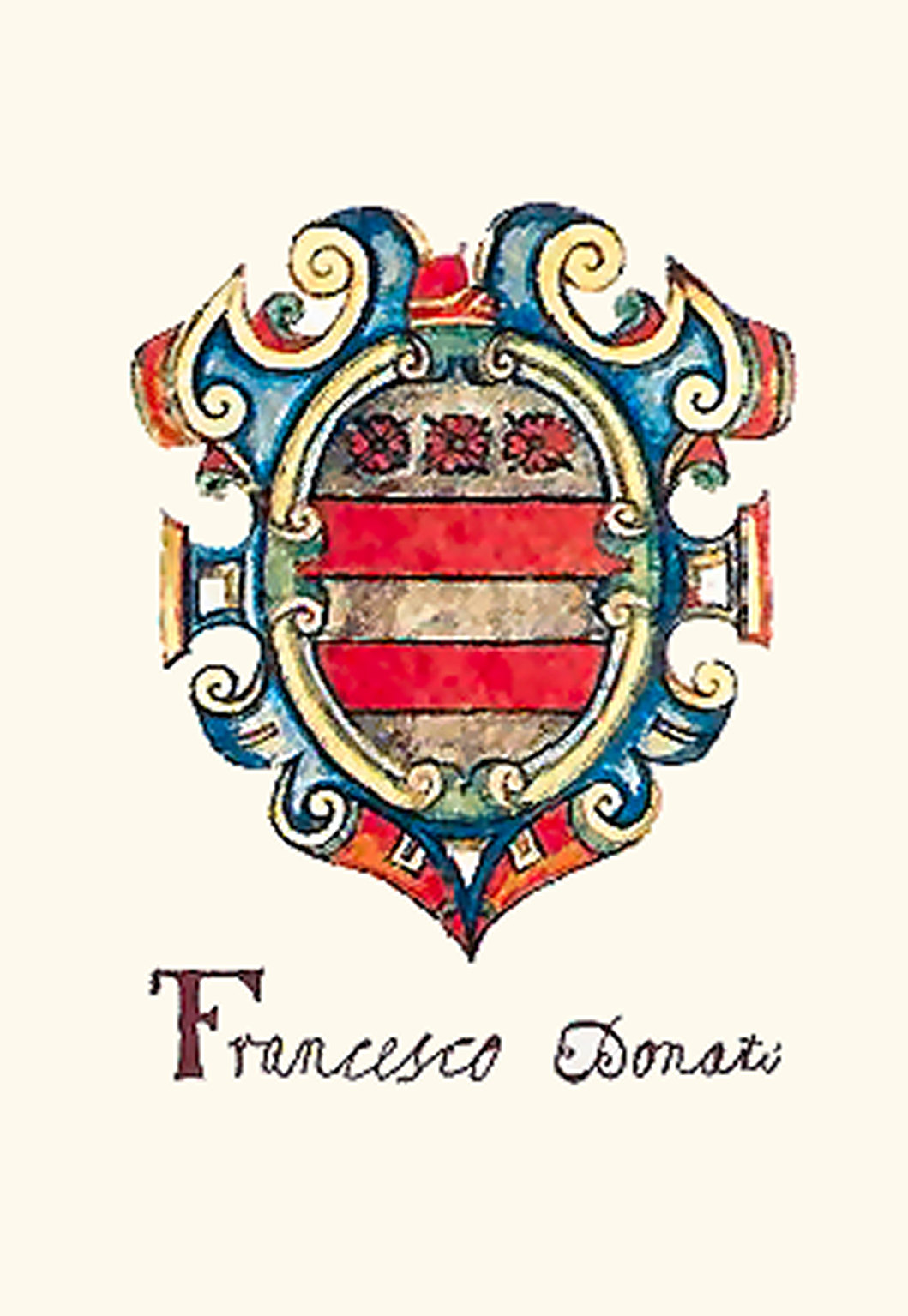
Stemma di Francesco Donato

Eletto il 24 novembre 1545, a 77 anni, si limitò ad esercitare un ruolo di rappresentanza senza dare segni di protagonismo e delegando le incombenze governative ai suoi consiglieri. In quegli anni iniziava il Concilio di Trento con la successiva Controriforma (che si sarebbe sviluppata negli anni successivi) che venne mal vista dai governanti veneziani, tolleranti con le minoranze “infedeli” che mercanteggiavano nel territorio veneziano.
Nel 1547 a Venezia venne istituita la magistratura dei Tre Savi sopra l'Eresia, composta da tre membri del patriziato che, sotto il controllo del governo, limitava le ingerenze pontificie sulla vita religiosa (ma soprattutto politica) veneziana. I tre membri di questa magistratura cooperavano con le autorità ecclesiastiche della Congregazione del Sant'Uffizio (a Venezia dal 1542): il patriarca (o un suo delegato), il nunzio pontificio (o il suo Auditor Grande) e il padre inquisitore.
Il doge, pur credente e devoto al papa, tutelò sempre l'autonomia della sua città.
In quegli anni furono intrapresi grandi lavori di abbellimento della città grazie all'opera dell'architetto Sansovino.
La città, in pace e sempre più ricca, anche se con le prime avvisaglie di contraccolpi dovuti alla scoperta dell'America, presto fu al centro della vita mondana.

### Morte
Null'altro accadde in questo tranquillo dogato, che giunse al termine con la morte del Donato il 23 maggio 1553.
È stato sepolto prima nella Chiesa di Santa Maria dei Servi a Venezia; successivamente nella cappella di famiglia presso la Villa Donà delle Rose a Mareno di Piave (TV).